# Juliano (usurpador)
Marco Aurelio Juliano (en latín Marcus Aurelius Julianus) fue un usurpador romano de finales del siglo III, cuya identidad es difícil de distinguir del también usurpador Marco Aurelio Juliano, pudiendo tratarse quizás de la misma persona. Siendo corrector del Véneto, se rebeló a la muerte de Caro, haciéndose con el control de Panonia y proclamándose emperador. Fue derrotado por Carino, hijo y sucesor de Caro, en algún lugar de Iliria.

### Obras modernas
- Morris, John; Jones, Arnold Hugh Martin, y Martindale, John Robert (1992): The prosopography of the later Roman Empire. Cambridge University Press, p. 474. ISBN 0-521-07233-6